# 東京の屋根の下
「東京の屋根の下」（とうきょうのやねのした）は、灰田勝彦の楽曲。1948年発売。作詞：佐伯孝夫、作曲・編曲：服部良一、演奏：日本ビクター管絃楽団。

## 解説
タイトルは1930年のフランス映画「巴里の屋根の下」並びにその主題歌「パリの屋根の下」を参考にしたものである。また、貧しく若いカップルがデートで東京見物をする歌詞の内容は1947年公開の映画「素晴らしき日曜日」（監督：黒澤明）をイメージさせる。
1953年12月31日の第4回NHK紅白歌合戦で歌唱された。
1963年には佐伯作詞でアンサーソング「若い東京の屋根の下」（作曲：吉田正、歌：橋幸夫・吉永小百合）が制作された。